# Armata Revoluționară Insurecțională a Ucrainei
Armata Revoluționară Insurecțională a Ucrainei (în ucraineană Революційна Повстанська Армія України), cunoscută și sub numele de Armata Neagră sau pur și simplu sub numele de Mahnovșciîna (în ucraineană Махновщина), a fost o armată anarhistă formată în mare parte din țărani și muncitori ucraineni sub comanda celebrului anarhist Nestor Mahno în timpul Războiului Civil Rus din 1917–1922. Ei au protejat funcționarea „sovietelor libere” și a comunelor⁠(d) libertariene⁠(d) în Teritoriul Liber, o încercare de a forma o societate nestatală⁠(d) libertariană comunistă între 1918–1921 în timpul Revoluției din Ucraina. 

## Istorie

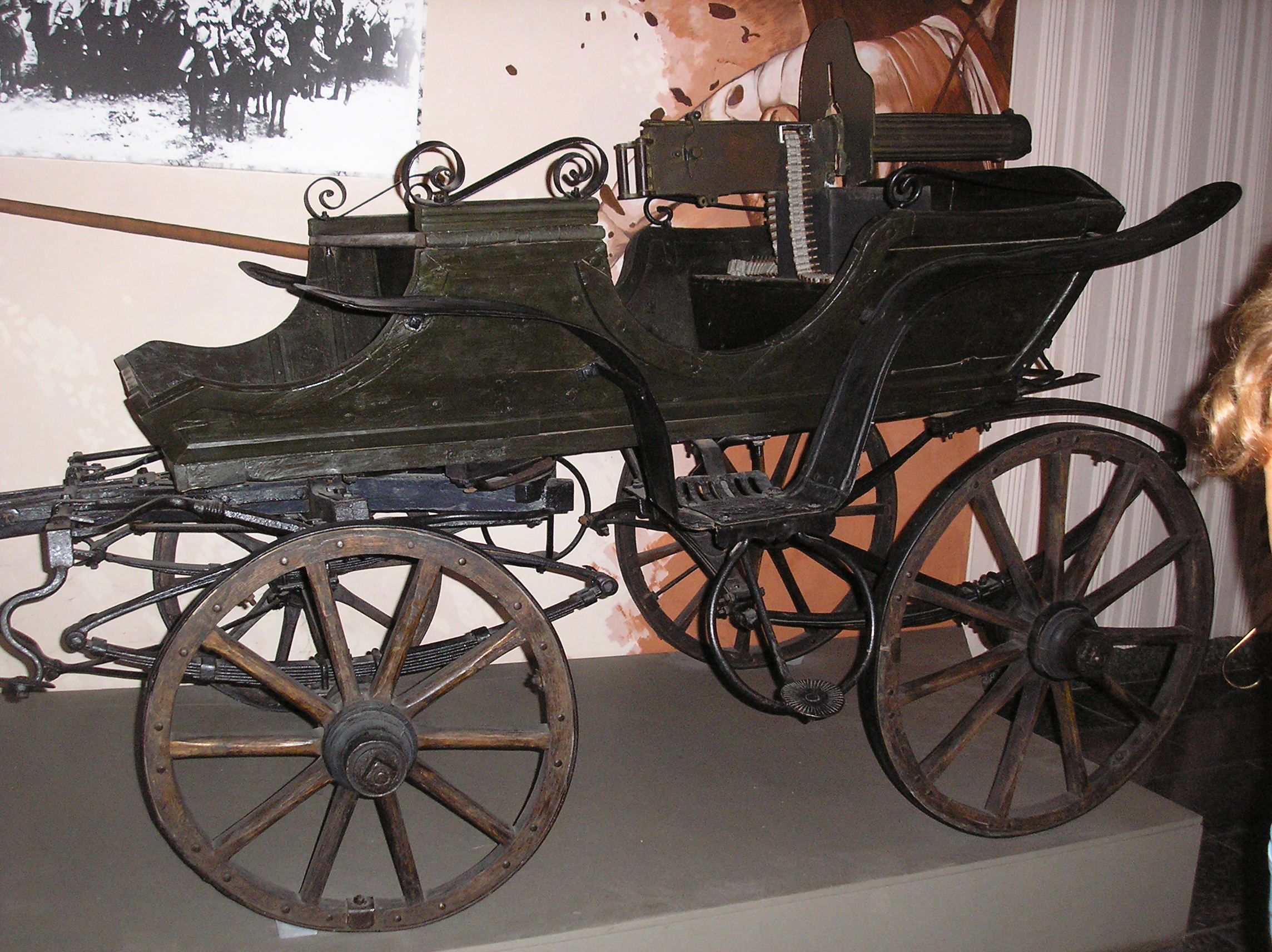
Taceanka folosită de soldații Armatei Negre la muzeul din Huleaipole.

### Nestor Mahno și Armata Insurecțională Anarhistă
În timpul războiului civil rus au activat trupe de gherilă anarhiste ucrainene. Unele afirmau că sunt loiale statului ucrainean, dar altele nu recunoșteau nicio autoritate; toți luptau atât contra Armatei Albe, cât și contra celei Roșii cu o ferocitate egală în fazele inițiale ale Războiului Civil. Dintre toate grupurile anarhiste, cel mai cunoscut și de succes a fost cel al liderului anarhist țăran Nestor Mahno, alias Batko („Tatăl”), care a început operațiunile în sud-estul Ucrainei împotriva regimului Hetmanatului în iulie 1918. În septembrie, el a format Armata Revoluționară Insurecțională a Ucrainei sau Armata Neagră Anarhistă, cu arme și echipamente obținute în mare parte din retragerea forțelor austro-ungare și germane. În timpul Războiului Civil, Armata Neagră număra între 15.000 și 110.000 de oameni și era organizată pe linii convenționale, cu unități de infanterie, cavalerie și artilerie; bateriile de artilerie erau atașate la fiecare brigadă de infanterie. Cavaleria lui Mahno a încorporat atât forțe regulate, cât și neregulate (de gherilă), călare, și a fost considerată printre cele mai bine instruite și cele mai capabile din toate unitățile de cavalerie desfășurate de orice parte în Războiul Civil Rus.
Guvernul bolșevic și comandanții Armatei Roșii denumeau adesea la Armata Neagră „forțele mahnoviste”, pentru că le refuzau explicit anarhiștilor ucraineni statutul de mișcare politică legitimă și demnă de a deține o armată. Volin⁠(d) descria Armata Neagră Insurecțională a vremii (mai puțin cavaleria ei, care în mod normal se distanțase departe) astfel: „infanteria, când nu se lupta, conducea marșul armatei. . . [Armata Neagră folosea de asemenea căruțe trase de cai sau] taceanki⁠(d). Fiecare dintre aceste vehicule, care erau trase de doi cai, îl transporta pe conducător pe scaunul din față și doi soldați în spatele lui. În unele secțiuni, pe scaunul dintre ele era instalată o mitralieră. Artileria ducea spatele. Un steag negru imens plutea deasupra primei trăsuri. Sloganurile Libertate sau Moarte și Țara țăranilor, uzinele muncitorilor erau brodate în argint pe cele două părți ale sale.
Un principal obstacol în calea armatei anarhiste și unul pe care nu l-a depășit niciodată de-a lungul existenței sale a fost lipsa accesului la resursele de producție industrială primară, în special fabricile capabile să producă cantități mari de arme și muniție. Lipsită de transporturile de arme pe scară largă din partea guvernului bolșevic de la Moscova și fără centre de fabricație proprii pentru arsenal, Armata Neagră a fost nevoită să se bazeze pe capturi de depozite de muniții și provizii de la forțele inamice și să procure mâncare și cai de la populația civilă locală. 

### Răscoalele din Armata Roșie din Ucraina
Până în mai 1919, guvernul bolșevic retrăsese majoritatea forțelor Armatei Roșii din Ucraina după succesele albilor din sud⁠(d). Restul de trupe ale Armatei Roșii care rămăseseră în diverse părți ale Ucrainei nu aveau încredere în comandanții lor și erau supărate din cauza retragerilor din Ucraina, pe care le considerau o defecțiune de la cauza revoluționară. La sfârșitul lunii iulie 1919, detașamentele Armatei Roșii, care numărau aproximativ 40.000 de soldați în Crimeea, s-au răsculat și și-au destituit comandanții; mulți au pornit să se alăture armatei negre anarhiste a lui Mahno. Răscoala a fost organizată de unii dintre tovarășii anarhiști ai lui Mahno, care au rămas comandanți în rândurile Armatei Roșii, între care Kalașnikov, Dermendji și Budanov; aceștia au pus la cale și transferul de forțe. Un număr mare de soldați ai Armatei Roșii au înaintat de la Novi Bug la Pomoșcinaia în căutarea Armatei Negre a lui Mahno, aducând cu ei, drept prizonieri, pe foștii lor comandanți: Kocerghin, Dîbeț și alții. Răsculații s-au alăturat forțelor Armatei Negre la Dobrovelîcikivka în comuna Herson la începutul lunii august 1919. Pentru guvernul bolșevic de la Moscova, această defecțiune a fost o lovitură majoră; întrucât nu mai rămăsese aproape nimic din Armata Roșie din sudul Ucrainei și Crimeea, influența bolșevică din zonă a dispărut.

### Campania împotriva lui Denikin și a Armatei Albe
Mahno și Armata Neagră anarhistă ucraineană, declarate la început „bandiți” și „nelegiuiți” de guvernul bolșevic al Moscovei, au fost salutate după ce generalul Anton Denikin a amenințat că va cuceri Moscova într-un drum spre oraș în 1919. După încheierea unui acord cu directoratul ucrainean⁠(d), Mahno și comandanții subordonați lui au pregătit întoarcerea Armatei Negre spre est și atacul împotriva Armatei Voluntarilor a lui Denikin și împotriva liniilor ei de aprovizionare, în speranța că va putea pătrunde.
Armata Neagră se retrăgea spre vest, prin Ucraina. În seara zilei de 25 septembrie 1919, ea s-a întors brusc spre est, atacând forțele principale ale armatei generalului Denikin. Prima ciocnire a avut loc seara târziu în apropierea satului Krutenkoe, unde prima brigadă de infanterie a Armatei Negre a înaintat spre pozițiile Armatei Albe. Trupele lui Denikin s-au retras pentru a ocupa poziții mai bune. La început, Denikin credea că mișcarea a fost o fentă sau o recunoaștere în forță și nu a răspuns, ajungând la concluzia că cea mai mare parte a armatei anarhiste se retrăgea spre vest. Cu toate acestea, în toiul nopții, toate trupele lui Mahno au început o ofensivă spre est. Principalele forțe ale Armatei Albe din zonă erau concentrate în apropierea satului Peregonovka; satul însuși era ocupat de unități anarhiste. A izbucnit o bătălie intensă⁠(d), iar forțele anarhiste ocupante au început să piardă teren, presate de întăriri ale Armatei Albe, incluzând regimente de infanterie compuse în mare parte din ofițeri tineri și fanatici anticomuniști. Personalul din cartierul general al lui Mahno, precum și toți cei din sat care puteau mânui o pușcă, s-au înarmat și s-au alăturat luptei. La apropierea forțelor de cavalerie ale lui Mahno, trupele Armatei Albe s-au retras din Peregonovka. O bătălie acerbă a avut loc în afara orașului, inclusiv cu lupte corp la corp. Un regiment alb a fost nevoit să se retragă, la început lent și ordonat, dar pe măsură ce luptele s-au mutat în apropierea râului Siniuha, retragerea a devenit o fugă dezordonată. Celelalte regimente, cuprinse de panică, le-au urmat. În cele din urmă toate trupele lui Denikin din zonă au fost dispersate; cei mai mulți au scăpat înotând peste râul Siniuha, dar sute de oameni au murit în râu și pe malurile sale.
După această victorie, trupele lui Makhno și-au propus să atace liniile de aprovizionare ale lui Denikin. Căderea Aleksandrovskului în mâinile Armatei Negre a fost urmată de Pologi, Guleai-Pole, Berdeansk, Melitopol și Mariupol. În mai puțin de două săptămâni, tot sudul Ucrainei fusese cucerit de trupele Armatei Negre. Ocupația lui Mahno în sudul Ucrainei, în special regiunile care se învecinează cu Marea Azov, a reprezentat curând o amenințare pentru întreaga ofensivă a lui Denikin, întrucât baza de aprovizionare a armatei lui Denikin se afla în regiunea dintre Mariupol și Volnovaha. Când Berdeanskul și Mariupolul au fost luate, imense depozite de muniții au fost capturate de forțele anarhiste. Deoarece toate căile ferate din regiune erau controlate de Armata Neagră, niciun material de război nu putea ajunge la forțele lui Denikin pe frontul de nord. Regimentele de rezervă ale Armatei Albe staționate în toată regiunea au primit ordin să rupă blocajul, dar au fost în schimb direcționate.

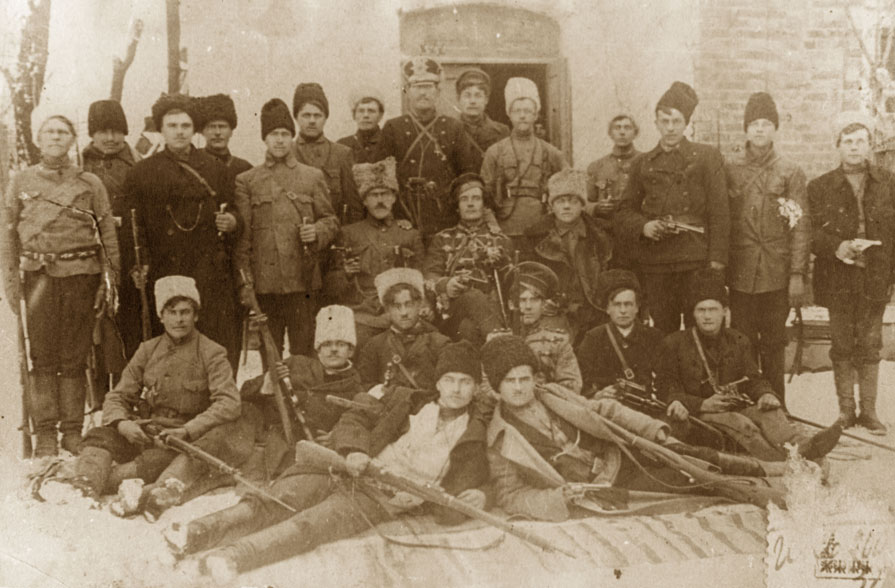
Grup de luptă al Armatei Negre, condus de Fedir Șcius (centru)

După o încercare eșuată de a disloca forțele Armatei Negre, Denikin și-a mutat campania din nord în sud. Cele mai bune trupe de cavalerie ale Armatei Albe, comandate de generalul Konstantin Mamontov⁠(d) și generalul Șkuro, au fost transferate de pe frontul de nord în regiunea Guleai-Pole din Novorusia. Noua strategie a lui Denikin a reușit să alunge forțele lui Mahno dintr-o parte a Ucrainei, dar cu prețul slăbirii forțelor care se opuneau Armatei Roșii. În lunile octombrie și noiembrie 1919, trupele lui Denikin au fost învinse într-o serie de bătălii de către forțele Armatei Roșii. Regimentele sale din Caucaz au suferit cele mai mari pierderi, în special cavaleria cecenă, din care au murit mii de oameni. Spre sfârșitul lunii noiembrie, unele dintre aceste trupe s-a răsculat, combatanții întorcându-se la casele lor din Caucaz. La rândul său, și armata voluntarilor lui Denikin a început să se dezintegreze lent. Unii istorici remarcă faptul că, dacă forțele anarhiste nu ar fi obținut o victorie decisivă la Peregonovka, blocând liniile de aprovizionare ale lui Denikin și privând Armata Albă de proviziile de hrană, muniție și întăriri de artilerie, Armata Albă ar fi intrat probabil în Moscova în decembrie 1919. Toată luna februarie 1920, Teritoriul Liber - regiunea Mahnovistă - a fost inundată de trupe roșii, inclusiv Divizia 42 Pușcași⁠(d) și Diviziile Roșii Letonă și Estonă⁠(d) - în total cel puțin 20.000 de soldați. După dizolvarea Armatei Revoluționare Insurecționare a Ucrainei a lui Nestor Mahno de către bolșevici, comandanții roșii și comisarii roșii au fost executați sumar. Cu toate acestea, Mahno a preferat de obicei să-i elibereze pe soldații dezarmați pe care îi prindea, considerându-i „frați proletari”, dându-le de ales între a se alătura armatei sale sau a se întoarce acasă, după ce toți ofițerii comandanți erau executați. Acest lucru s-a întâmplat cu o unitate a Armatei Roșii Estone care s-a predat lui Mahno în 1920. Viktor Belaș⁠(d) menționa că, chiar și în cel mai rău moment pentru armata revoluționară, și anume la începutul anului 1920, „în majoritatea cazurilor soldații Armatei Roșii erau eliberați”. Desigur, Belaș, în calitate de coleg al lui Mahno, probabil că idealiza politicile de pedeapsă ale lui Batko. Cu toate acestea, se știe că Mahno a eliberat cu adevărat „în toate cele patru zări” soldați ai Armatei Roșii. Acest lucru s-a întâmplat la începutul lunii februarie 1920, când insurgenții au dezarmat Divizia Estonă de 10.000 de oameni din Huleaipole. La acestea se adaugă și faptul că Armata Revoluționară Insurecționară din Ucraina cuprindea un cor de muzicieni estoni. Problema s-a agravat și mai mult prin înstrăinarea estonienilor față de viziunea naționalistă a lui Anton Denikin asupra Rusiei Mici și de refuzul lor de a lupta cu Nikolai Iudenici.

### Prima repudiere a alianței
După victoriile asupra armatei albe, guvernul bolșevic a repudiat alianța cu Mahno și cu mișcarea anarhistă ucraineană, atacând în mod repetat concentrațiile de trupe ale Armatei Negre, și ordonând represalii din partea armatei cekiste și roșii împotriva celor bănuiți de simpatizare cu anarhiștii. În iunie 1920, Ceka a trimis doi agenți să-l asasineze pe Mahno - unul recrutat dintre naletciki ucraineni, și altul agent dublu care lucrase anterior pentru Mahno. Cu toate acestea, acesta din urmă și-a dezvăluit misiunea înainte ca ea să poată fi îndeplinită și ambii au fost executați. Între timp, forțele Armatei Roșii, mult superioare în ceea ce privește numărul și echipamentele, au redus constant zonele Rusiei aflate sub control anarhist.
Până în 1920, Leon Troțki (în calitate de comisar de război al Armatei Roșii) a recurs la tactica terorii, ordonând moartea a mii de săteni și țărani ucraineni fideli Armatei Negre a lui Mahno. Troțki și-a retras intenționat trupele Armatei Roșii din pozițiile lor de pe frontul de sud, permițând forțelor cazacilor țaristi să cucerească sudul Ucrainei. La început, Mahno și Armata Neagră s-au retras, urmate de o caravană de refugiați ucraineni. Atacând din nou, forțele lui Mahno au surprins regimentele contrarevoluționare ale generalului Piotr Nikolaevici Vranghel din sudul Ucrainei, prin care au capturat 4.000 de prizonieri și depozite de arme și muniții și l-au împiedicat pe Vranghel să acapareze recolta de cereale din acel an.

### Tratatul bolșevico-mahnovist de alianță politică și militară
Troțki a oferit din nou o alianță, trimițând o delegație plenipotențiară din partea Comitetului Central al Partidului Comunist Bolșevic, condusă de tovarășul Ivanov pentru a propune un tratat militar și politic de alianță; Mahno a acceptat, sub rezerva eliberării tuturor prizonierilor anarhiști din toată Rusia. Tratatul a fost întocmit și semnat la 15 octombrie 1920 la Starobelsk de reprezentanții politici și  militari anarhiști și de delegația comunistă bolșevică. Tratatul, împreună cu o delegație mahnovistă, au mers apoi în orașul Harkiv, deținut de bolșevici, pentru ratificarea oficială și pentru planificarea unei strategii militare comune. Folosind armele și munițiile capturate anterior de brigadele de infanterie ale generalului Vranghel din sudul Ucrainei, Mahno și Armata Neagră au continuat să curețe o mare parte din Crimeea de cavaleria căzăcească și au contribuit la forțarea unei retrageri a brigăzilor de infanterie rămase ale lui Vranghel. După o ofensivă nordică nereușită⁠(d) împotriva Armatei Roșii, Vranghel și ultimele sale forțe au fost evacuate din Sevastopol de către Armata Albă și Franța la 14 noiembrie 1920. 
Guvernul comunist bolșevic de la Moscova a refuzat însă inițial să publice tratatul bolșevico-mahnovist sau să recunoască existența unei alianțe formale în afara Ucrainei. De asemenea, el a continuat să denunțe anarhismul ca mișcare politică nelegitimă în toate celelalte părți ale Rusiei, accelerând arestările în masă și reținerea anarhiștilor din toate zonele țării aflate sub controlul bolșevicilor și al Armatei Roșii. După presiunile făcute de Mahno, Comitetul Central de la Moscova a publicat în cele din urmă partea militară a tratatului bolșevico-mahnovist, urmată o săptămână mai târziu de secțiunea politică. O a patra clauză privind constituirea unor comitete autonome compuse din muncitori și țărani pentru autoguvernarea zonelor deținute de Armata Neagră a fost omisă.

### A doua repudiere
Curând a devenit clar de ce Moscova se opunea publicării tratatului bolșevico-mahnovist. La 26 noiembrie 1920, la mai puțin de două săptămâni după ce și-au încheiat ofensiva reușită împotriva Armatei Albe a generalului Vranghel în Crimeea, personalul de la cartierul general al lui Mahno și câțiva comandanți ai Armatei Negre au ajuns la sediul Frontului Sud al Armatei Roșii pentru a participa la o conferință de planificare comună cu comandanții Armatei Roșii. La sosire, ei au fost arestați și executați pe loc de un pluton al Armatei Roșii; delegația mahnovistă, aflată încă în Harkiv, a fost arestată și lichidată. Bolșevicii au trimis apoi 5 armate regulate în număr de peste 350.000, cu mașini blindate, artilerie, aeronave și trenuri blindate, cu scopul de a distruge mișcarea mahnovistă. Armata mahnovistă număra abia 10.000 de oameni care au continuat să lupte și să facă raiduri prin toată Ucraina și în sudul Rusiei, luptând constant în bătălii cu unități ale armată roșie mult mai mari și mai bine echipate. În august 1921 armata mahnovistă a încetat să mai fie o forță organizată, numărând doar 1200–2000 de oameni împrăștiați prin Ucraina. Mahno, grav rănit, cu 77 dintre oamenii săi a trecut Nistrul în România în 28 august 1921. Ultimele forțe mahnoviste au fost distruse la sfârșitul anului 1922, dar o prezență mahnovistă underground a persistat până în anii 1940. 

## Organizarea
La jumătatea anului 1919, Armata Revoluționară Insurecțională a Ucrainei avea o forță de aproximativ 15.000 de oameni, organizată într-o brigadă de cavalerie și patru de infanterie, un regiment de mitraliori cu 5000 de mitraliere și un detașament⁠(d) de artilerie. La apogeu, în decembrie 1919, avea aproximativ 83.000 de infanteriști, 20.135 de cavaleriști, 1.435 de mitraliere și 118 de tunuri, precum și șapte trenuri blindate și câteva mașini blindate. Era organizată în patru corpuri și rezerva strategică. Fiecare corp avea câte o brigadă de infanterie și una de cavalerie; fiecare brigadă avea câte 3–4 regimente de tipul corespunzător.
Structura nu era cea a unei armate tradiționale. Ea era de fapt o miliție democratică bazată pe comitete de soldați și adunări generale. Conceptul obișnuit de ofițeri a fost desființat; în schimb, toți comandanții erau aleși și puteau fi destituiți. Au avut loc adunări periodice de masă pentru a discuta politica. Armata se baza pe autodisciplină și toate regulile disciplinare ale armatei erau aprobate de adunările soldaților.
Această structură organizațională a fost folosită ulterior în organizarea milițiilor create de anarhiști în revoluția spaniolă⁠(d) și în Războiul Civil Spaniol. 
Există dezbateri istorice dacă Armata Insurecțională era o miliție complet voluntară sau dacă se baza pe recrutări. Paul Avrici⁠(d) susține că mobilizarea voluntară era în realitate o recrutare. Alți istorici nu au fost de acord. Michael Malet atrage atenția asupra pliantelor Armatei Negre din 1920 care s-au mai păstrat, și care erau apeluri la aderare, nu ordine de recrutare. După o lungă dezbatere, un congres regional de pe Teritoriul Liber al Ucrainei a decis să respingă recrutarea și să folosească, în schimb, persuasiunea morală. Cu alte cuvinte, „mobilizarea forțată” a fost respinsă în favoarea „mobilizării obligatorii”, ceea ce însemna că fiecare bărbat capabil ar trebui să-și recunoască obligația de a se alătura Armatei. Leon Troțki a mai declarat că Armata Neagră era o miliție voluntară și, având în vedere că Troțki comanda Armata Roșie care în cele din urmă a învins Armata Neagră, el nu avea niciun motiv să o prezinte în mod favorabil. Cum spunea Troțki, „Mahno nu are mobilizări generale și, într-adevăr, acestea ar fi imposibile, deoarece îi lipsește aparatul necesar”.

## Comandanți

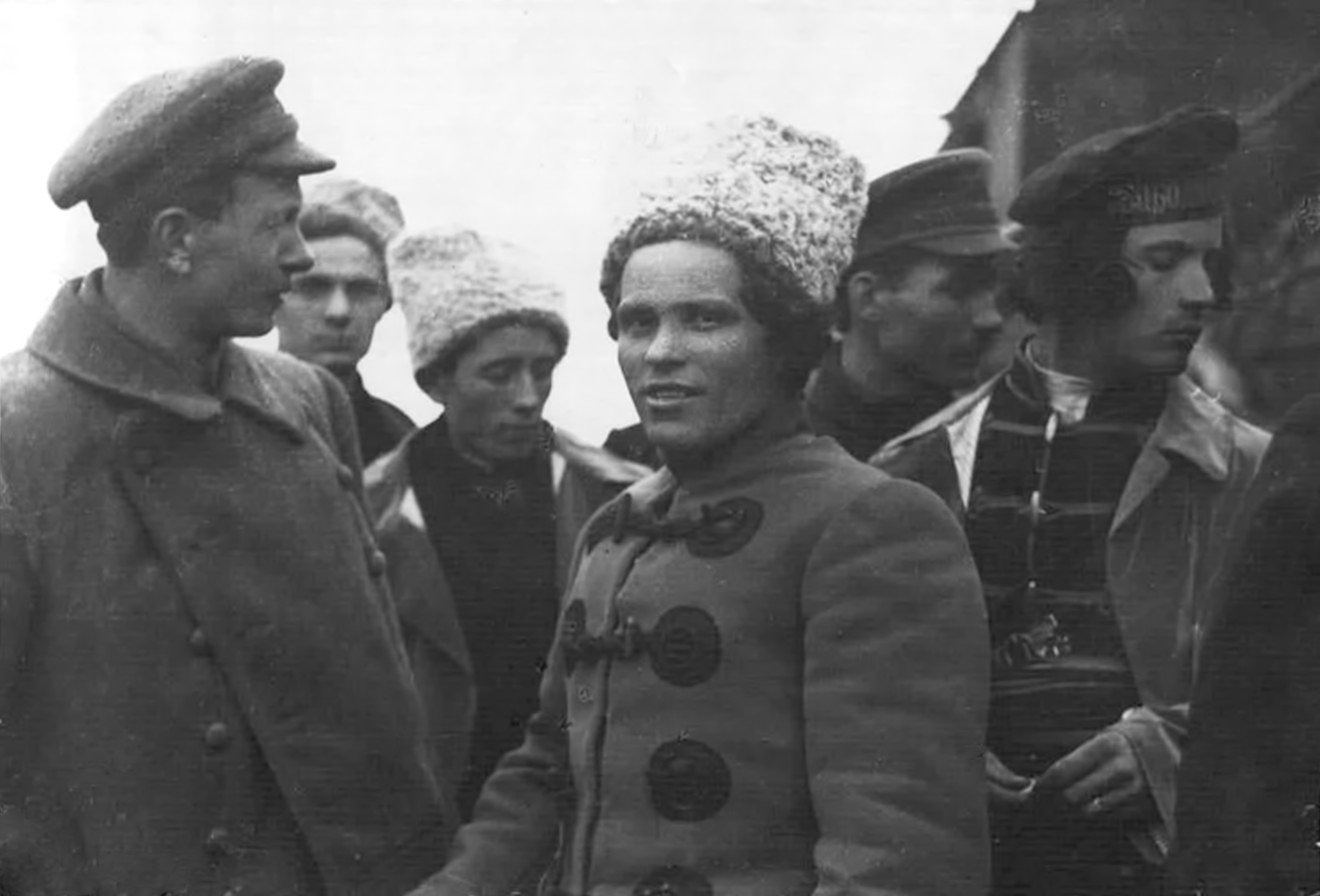
Comandanții Armatei Negre, 1919: (al treilea din stâng), Nestor „Batko” Mahno (centru) și (primul din dreapta).

- Nestor 'Batko' Mahno (Huleaipole (Гуляйполе); anarho-comunist)
- Simon Karetnik⁠(d) (Huleaipole; anarho-comunist)
- Maria Nikiforova⁠(d) (Huleaipole; anarho-comunist (1907))
- Grigori Vasilevski (Huleaipole)
- Boris Veretelnikov (Huleaipole; SR; anarho-comunist (1918))
- Peter Gavrilenko (Huleaipole; anarho-comunist (1905))
- Vasili Kurilenko (Novospassovka)
- Viktor Belaș⁠(d) (Novospassovka; anarhist)
- Kalașnikov (Huleaipole; anarhist)
- Mihalev-Pavlenko (deminor⁠(d))
- Fedir Șcius⁠(d) (Bolșaia Mihailovka)
- Ivan Lepetcenko (Huleaipole; anarhist)
- Aleksandr Lepetcenko (Huleaipole; anarhist)
- Dmitri Ivanovici Popov⁠(d) (Moscova; SR de stânga⁠(d))
- Lev Zadov⁠(d) (Veselaia Ievreika; anarho-comunist)
- Voldemar Antoni (4 aprilie 1886 Huleaipole - 15 mai 1974 Nikopol) (ceh-german, ideolog anarhist) [21]